# Königskrone Tongas

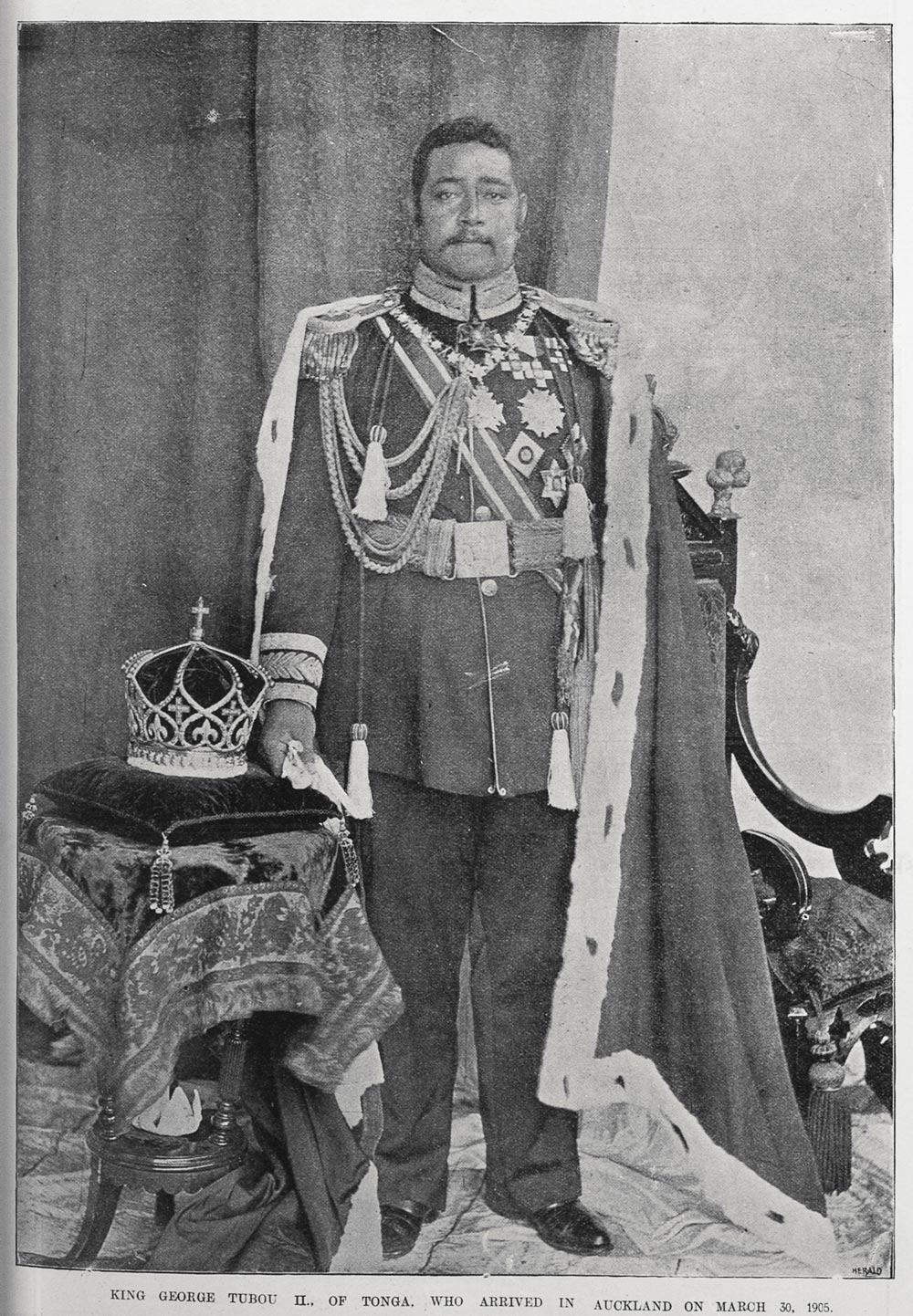
George Tupou II. mit der Königskrone (1905)

Die Königskrone Tongas ist seit 1873 die Krone des Königs von Tonga.

## Objekt
Die Krone imitiert die Regalien europäischer Monarchien. Sie wurde von einem australischen, in Sydney beheimateten Goldschmied geschaffen und gilt als größte und schwerste Krone weltweit.
Die Ehefrau des Königs trägt als Titularkönigin eine eigene Krone.

## Geschichte

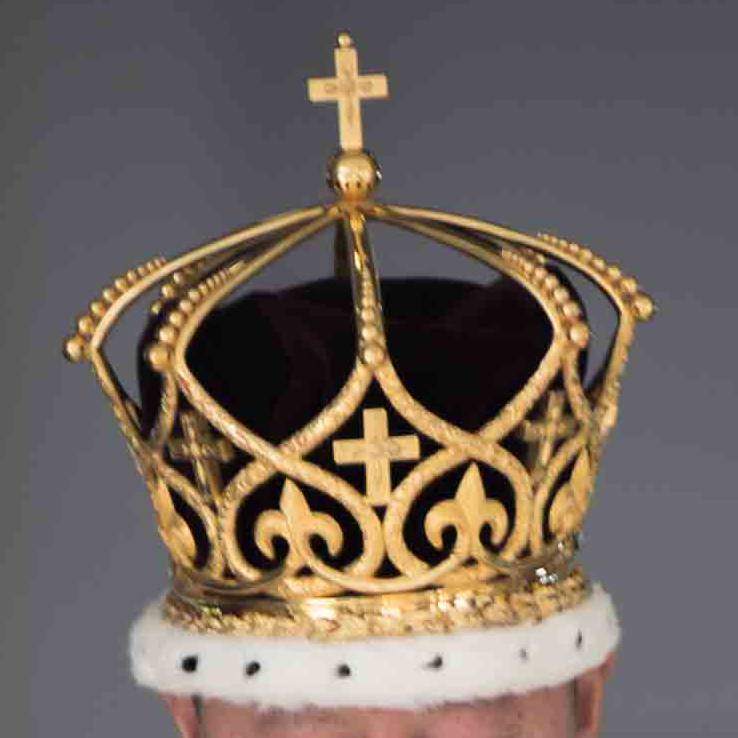
Krone im Jahr 2015

Die Krone wurde für George Tupou I. auf Geheiß von Premierminister Shirley Waldemar Baker hergestellt.
Die erste Krönung, bei der sie verwendet wurde, fand für George Tupou II. am 17. März 1893 statt. Seine Tochter und Königin Salote Tupou III. wurde am 11. Oktober 1918 mit ihr gekrönt, wie auch Taufaʻahau Tupou IV. am 4. Juli 1967, George Tupou V. am 1. August 2008 und der derzeitige König, Tupou VI., am 4. Juli 2015.

## Galerie

Königliche Standarte mit der Krone oben rechts
Heraldische Darstellung der Königskrone